# Iris tadshikorum
Iris tadshikorum är en irisväxtart som först beskrevs av Aleksei Ivanovich Vvedensky.  Iris tadshikorum ingår i släktet irisar, och familjen irisväxter. Inga underarter finns listade i Catalogue of Life.